# Université de Moundou
 (novembre 2024).
L'université de Moundou (UDM) est un établissement d'enseignement supérieur public tchadien situé dans la ville de Moundou, au Sud-Ouest du pays.

## Historique
L'université de Moundou a été créée par l'ordonnance n° 013/PR/2008 du 5 mars 2008. Cette même ordonnance a abrogé la loi n° 10/PR/02 du 2 septembre 2002 qui avait institué l'IUTEM (Institut universitaire des techniques d'entreprises de Moundou).
L'IUTEM avait commencé à fonctionner en janvier 2004.

## Composition
L'université compte 4 facultés :
- Faculté des Lettres, arts et sciences humaines (FLASH)
- Faculté des Sciences et techniques d'entreprises (FASTE)
- Faculté de Droit et techniques juridiques (DTJ)
- Facultés des Sciences exactes et appliquées (FASEA)

## Liste des recteurs
- 2015-2008 : Mahmout Yaya[2]
- depuis le 20 décembre 2008 : Danadji Issac